# اکدیسون
اکدیسون (به انگلیسی: Ecdysone) با فرمول شیمیایی C27H44O6 یک ترکیب شیمیایی است. که جرم مولی آن ۴۶۴٫۶۳ گرم بر مول می‌باشد. 